# Mouvement LGBT en France
Pour des articles plus généraux, voir Mouvement LGBT et LGBTI en France.
La constitution d'un mouvement LGBT en France, c'est-à-dire la constitution d'organisations visant à améliorer les conditions de vie des personnes LGBT et notamment leurs droits, apparaît dans les années 1970. Celui-ci est organisé en de multiples associations et organisations informelles, dont les deux principales fédérations sont l'inter-LGBT et la fédération LGBTI+. Son point d'orgue est le mois des marches des fiertés, mais de nombreuses autres actions existent, comme l'ExisTransInter ou les rassemblements en mémoire des personnes victimes de violences homophobes et transphobes.

## Marches

### Marches des fiertés
Dans les années 1970 apparaissent les premières revendications gaies et lesbiennes dans les manifestations : si le FHAR organise une célébration de la marche des fiertés de New York aux Tuileries en 1971, les actions ont en majorité lieu au sein d'autres manifestations, en particulier le défilé du premier mai, les évènements de la journée internationale des femmes ou les manifestations écologiques.
La première marche homosexuelle indépendante est organisée en 1977 par le mouvement de libération des femmes (MLF) et le groupe de libération homosexuelle. Les marches sont de plus en plus populaires, jusqu'à celle de 1981 qui réunit entre 10 000 et 15 000 personnes ; sa notoriété est telle qu'elle est souvent retenue comme la première vraie marche des fiertés française et qu'elle permet la reconnaissance des personnes LGBT comme d'une force politique à part entière, la fin du fichage des homosexuels et l'unification de l'âge de la majorité sexuelles entre les homo et les hétérosexuels,.
L'année 1983 marque le début de la présence d'établissements commerciaux dans la marche : journaux, radios et saunas, rejoints ensuite par les discothèques. Ceux-ci deviennent de plus en plus nombreux aux différentes marches des années 1980, au point que les militants trouvent que l'esprit initial de la marche n'est plus respecté ; la participation baisse, d'autant plus que l'épidémie de SIDA détourne les forces vives vers d'autres sujets que les manifestations. Une répartition des rôles des différents acteurs de la marche émerge progressivement : les associations militantes sont là pour donner du sens à la marche et à en choisir le message ; les médias, à en faire la publicité ; enfin, le rôle des commerces est de fournir le financement, enrichit à partir de 1991 de subventions publiques.

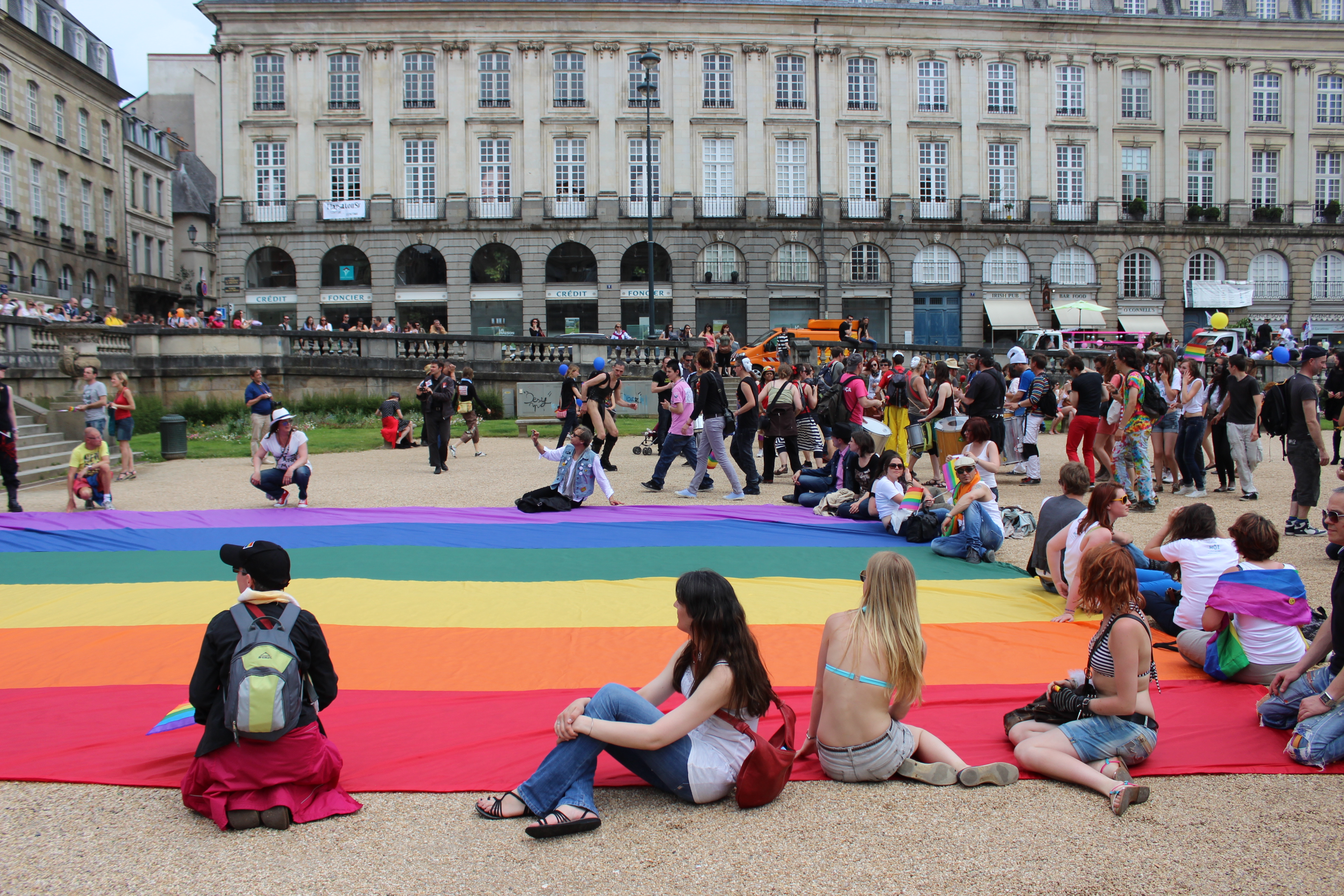
Marche des fiertés 2013 de Rennes.

Des marches hors de Paris commencent à s'organiser : Rennes et Marseille à partir de 1994, Nantes, Montpellier et Toulouse à partir de 1995, Lyon, Lille, Bordeaux et Cannes, en 1996, Nancy et Strasbourg, en 1997, Poitiers, Biarritz, Grenoble, Rouen et Angers en 2000, Caen en 2001, Metz en 2003, Nice et Saint-Denis la Réunion en 2004, Tours en 2006, Gourin et Laval en 2008.
Si la participation, la dissémination de la marche et les résultats politiques sont là, avec l'adoption du PACS en 1999, l'association organisatrice, la Lesbian & Gay Pride de Paris, doit être dissoute à la suite de problèmes financiers ; un regroupement d'associations se forme alors, l'Inter-LGBT, afin de prendre sa place.
Si l'Inter-LGBT continue d'organiser les marches des fiertés « officielles », d'autres organisations proposent d'autres marches, avec la volonté de les rendre plus politiques et plus indépendantes du « capitalisme rose ». C'est ainsi que des Prides de nuit sont organisées dans les années 2010. En 2021, c'est une contre-marche anti-raciste et anti-capitaliste qui est organisée une semaine avant la marche de l'Inter-LGBT.

### Marches lesbiennes
En avril 2021 sont organisées plusieurs marches lesbiennes, à Paris, Lyon, Grenoble et Toulouse ; elles portent notamment comme revendication l'ouverture de la PMA aux couples de femmes. Bien que présentée comme la « première marche lesbienne de France », ce n'est pas le cas : la première marche lesbienne autonome date de 1980 et les évènements des fiertés lesbiennes de Paris, à la fin des années 1990 et début des années 2000, comportent parfois des marches, notamment en 1999 et 2001.

### ExisTransInter

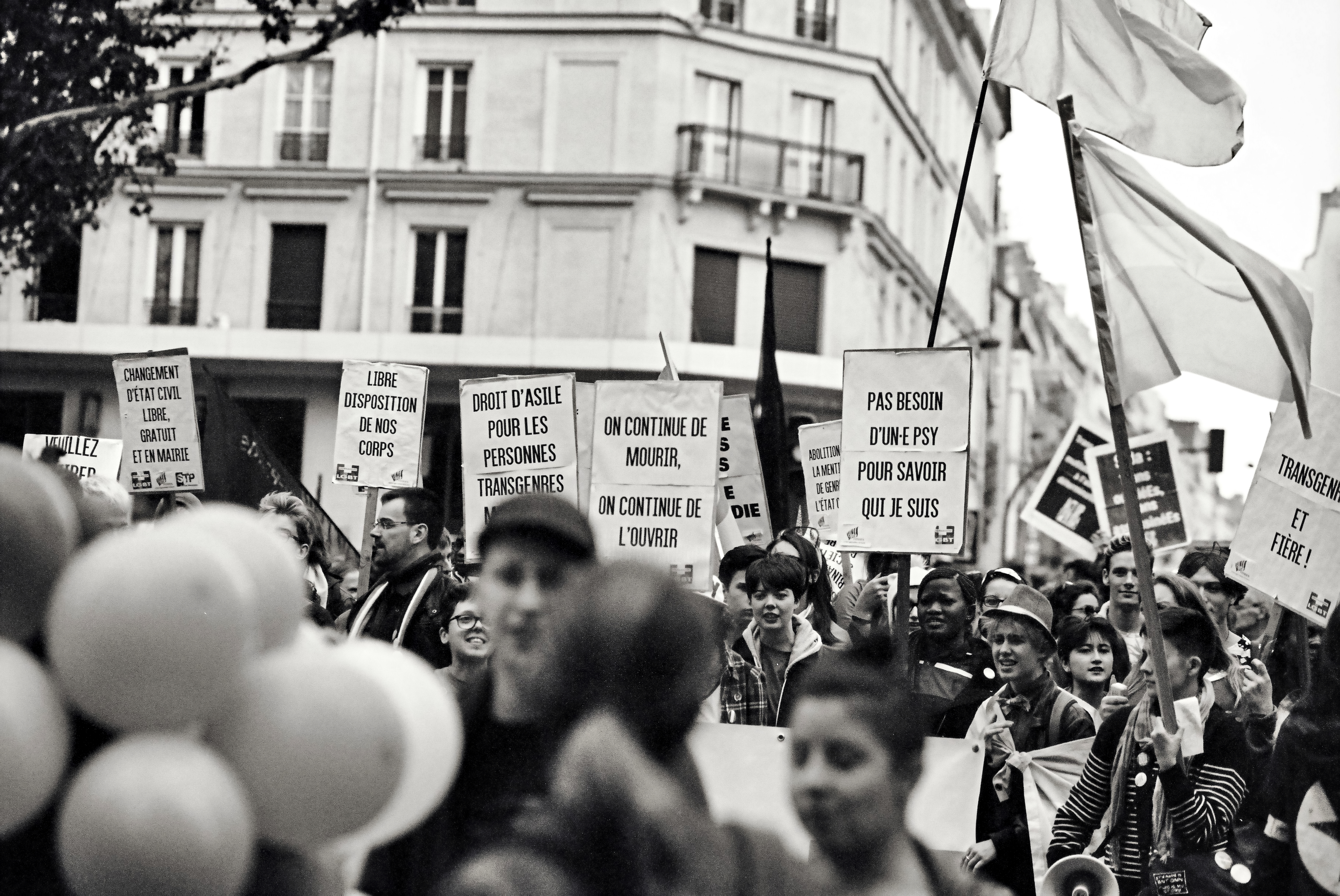
Pancartes à l'ExisTrans de Paris 2017.

L'ExisTransInter, appelée ExisTrans jusqu'en 2019, est une manifestation pour les droits des personnes trans et intersexes qui existe depuis 2002 qui a lieu dans plusieurs villes de France.

### Marches pour la vie et contre le sida
AIDES organise, pendant les années 1990, des marches contre l'épidémie de sida : réunissant plusieurs milliers de personnes, elles sont l'occasion de faire passer des messages de prévention dans les médias généralistes, de réclamer de meilleures conditions de soin et de recruter de nouveaux bénévoles,.

## Manifestations

### Contre la lesbophobie des juges des affaires familiales
Le 12 décembre 1981 à Lyon a lieu, à l'initiative d'associations homosexuelles, lesbiennes et féministes venues de toute la France, une manifestation soutenant Évelyne, femme en instance de divorce à qui le juge aux affaires familiales refuse la garde de ses enfants en raison de son lesbianisme ; cette manifestation, puis la suivante, le 24 avril 1982, ainsi que le rassemblement devant la cour d'appel, le 1er juillet 1982, donnent lieu aux premiers slogans revendiquant la parentalité lesbienne. La cour d'appel revient sur ce jugement et Évelyne récupère la garde de ses enfants.

### Pour le mariage entre personnes de même sexe
Si les revendications pour le mariage entre personnes de même sexe sont portées lors des marches des fiertés au début du XXIe siècle, la période 2012-2013, lors de laquelle le projet de loi est examiné sous la présidence de François Hollande qui en avait fait une promesse de campagne, donne lieu à des manifestations spécifiques. Deux modes d'actions sont utilisés par les militants LGBT : d'une part les manifestations en soutien au projet de loi, accompagnées d'autres revendications telles que l'ouverture de la procréation médicalement assistée aux couples lesbiens ; d'autre part, les happenings autour des manifestations aux opposants à l'élargissement du mariage à tous les couples, en particulier via des baisers gays ou lesbiens.

### Hommages aux victimes de violences

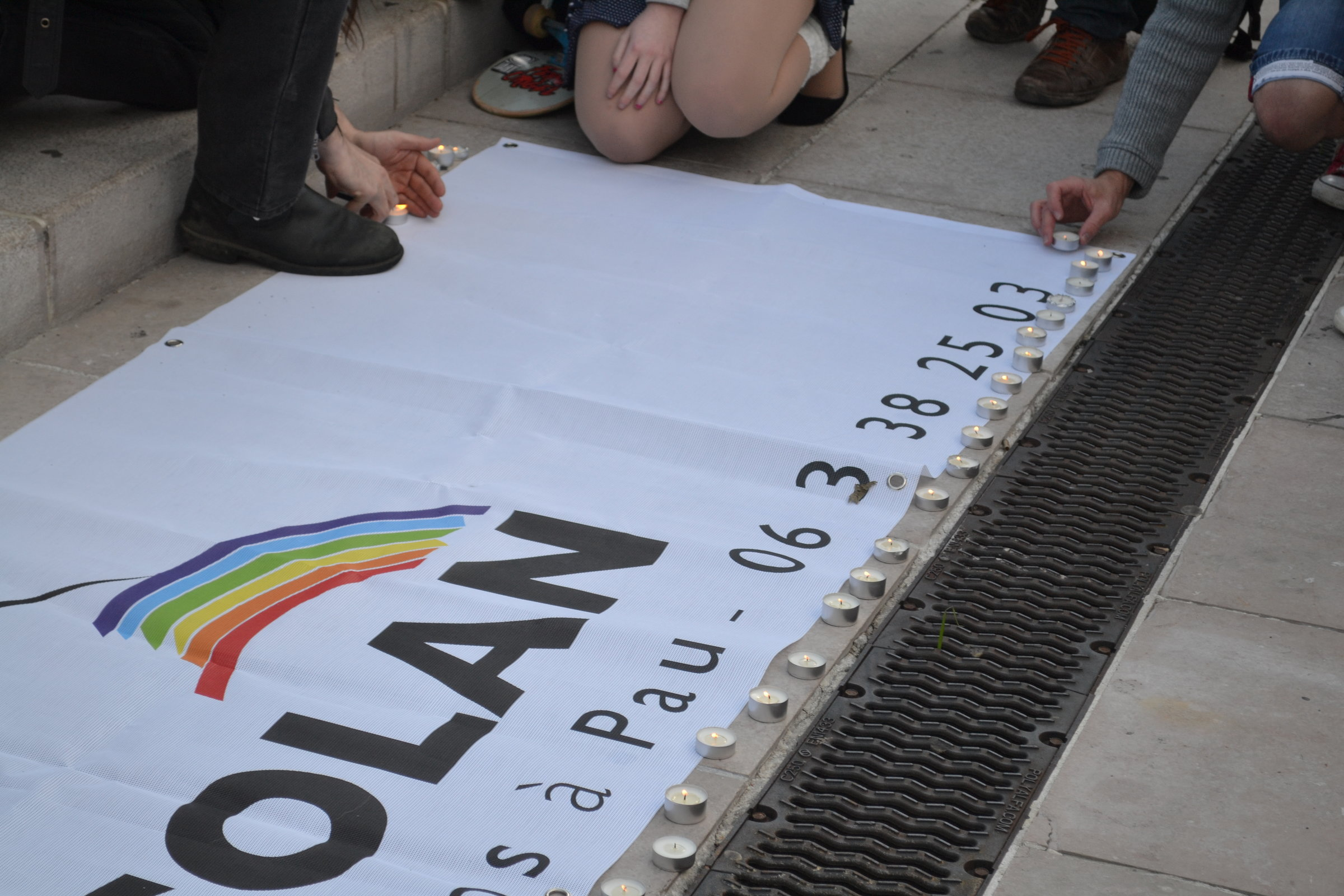
Hommage aux victimes de la fusillade d'Orlando, Pau

#### Rassemblements en mémoire des victimes d'homophobie
À la suite de la fusillade du 12 juin 2016 à Orlando, de nombreux rassemblements s'organisent en France, spontanément ou à l'appel d'associations comme SOS Homophobie. Ces moments de recueillement sont accompagnés par des actions municipales ; des villes comme Nancy ou Bordeaux illuminent leurs monuments d'arc-en-ciel tandis que le conseil municipal de Rouen s'interrompt pour rejoindre les manifestants,.
Le 11 juillet 2021, une centaine de personnes se réunissent à Paris, devant l'ambassade d'Espagne, pour manifester à la suite du meurtre de Samuel, jeune homosexuel espagnol.
Le 24 octobre de la même année, une marche blanche à Mulhouse réunit un millier de personnes en soutien à Dinah, adolescente qui s'est suicidée à la suite d'un harcèlement scolaire raciste et lesbophobe.

#### Rassemblements en mémoire des victimes de transphobie
Le 24 août 2018, à la suite de l'assassinat de Vanesa Campos, femme trans prostituée originaire du Pérou, un rassemblement est organisé au bois de Boulogne, à Paris, lui rendant hommage et demandant justice pour toutes les victimes d'agressions transphobes. Une centaine de personnes manifeste, au même endroit, le samedi 29 février 2020, pour les mêmes raisons, à la suite de la mort de Jessyca Sarmiento, elle aussi femme trans migrante et prostituée assassinée.
Le 24 avril 2021, une centaine de personnes se réunit sur la place Saint-Thomas de Reims pour rendre hommage à Paula Migeon, assassinée à son domicile. Le 10 octobre de la même année, 200 personnes se réunissent à Paris à porte Dauphine, non seulement en hommage à Ivana (elle aussi était travailleuse du sexe puis assassinée) mais aussi pour lutter contre les suicides des personnes trans.
La journée du souvenir trans, qui a lieu tous les 20 novembre, est l'occasion de rendre hommage à toutes les personnes trans tuées dans le monde en raison de leur identité.

## Associations et collectifs

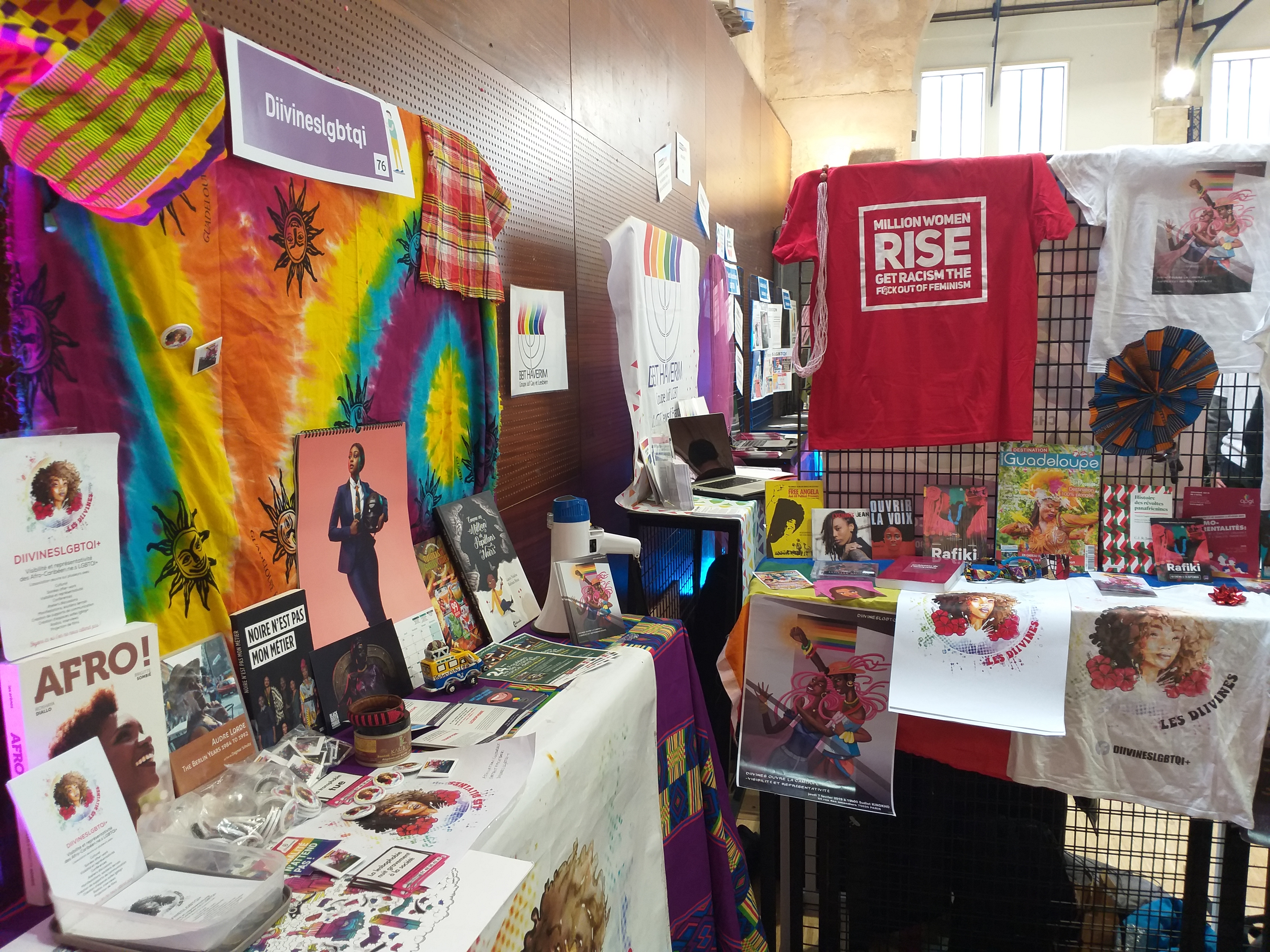
Stand de présentation de Diivines LGBTQI, Printemps des associations LGBT 2019.

Les associations et collectifs LGBT̝ en France sont très divers, tant sur leur implantation (locale ou nationale), leurs objectifs (création d'espaces de sociabilité et/ou de drague, militantisme politique, aide aux personnes LGBT les plus vulnérables, activités culturelles, organisation de marche des fiertés), leur institutionnalisation (reconnaissance d'intérêt général, statuts loi 1901 ou collectif informel) ainsi que de leurs choix de (non-)mixité : elles peuvent être ainsi ouvertes à tous et toutes, réservées aux LGBT ou à un sous-groupe social, professionnel, culturel ou politique.
Outre la myriade d'organisations autonomes, il existe deux regroupements principaux d'associations : l'inter-LGBT, dont l'activité principale est l'organisation de la marche des fiertés de Paris et la lutte contre la lesbophobie, l'homophobie, la biphobie et la transphobie et qui regroupe des associations nationales ou parisiennes, et la fédération LGBTI+, qui œuvre dans les domaines de la santé, la culture, la lutte contre les discrimination et qui regroupe des associations locales hors d'Île-de-France, en particulier les centres LGBT.
Cette diversité s'accompagne aussi d'un faible pouvoir économique des associations, comparée à la situation dans d'autres pays européens : ainsi Stonewall, au Royaume-Uni, fonctionne en 2017 avec 160 salariés et 8 million d'euros de budget, COC Nederland, aux Pays-Bas, a 16 million d'euros de budget en 2016, l'inter-LGBT, plus grosse structure française, a quant à elle 100 000 euros pour fonctionner au début des années 2020.

### Ouvrages de référence
1. ↑  Frédéric Martel, La longue marche des gays, Gallimard, 2002 (ISBN 2-07-076347-1 et 978-2-07-076347-4, OCLC 422230508, lire en ligne)
2. ↑  Alice Coffin, « Neutralité, objectivité, virilité », dans Le Génie lesbien, 2020 (ISBN 9782246821779), p. 52

### Publications universitaires
1. 1 2  Justine Zeller, « Réflexion sur les liens entre féminisme et « lesbianisme » : la Maison des femmes de Toulouse », Les Cahiers de Framespa. e-STORIA, no 29,‎ 1er novembre 2018 (ISSN 1760-4761, DOI 10.4000/framespa.5126, lire en ligne, consulté le 30 juillet 2022)

### Associations LGBT
1. ↑  « Hexagone Gay - Histoire des Gay Prides - 1971-1976 », sur hexagonegay.com (consulté le 2 juin 2021).
2. ↑  « Hexagone Gay - Histoire des Gay Prides - 1977 », sur hexagonegay.com (consulté le 2 juin 2021).
3. ↑  « Hexagone Gay - Histoire des Gay Prides - 1981 », sur hexagonegay.com (consulté le 2 juin 2021).
4. ↑  « Hexagone Gay - Histoire des Gay Prides - 1982 », sur hexagonegay.com (consulté le 2 juin 2021).
5. ↑  « Hexagone Gay - Histoire des Gay Prides - 1983 », sur hexagonegay.com (consulté le 2 juin 2021).
6. ↑  « Hexagone Gay - Histoire des Gay Prides - 1986 », sur hexagonegay.com (consulté le 2 juin 2021).
7. ↑  « Hexagone Gay - Histoire des Gay Prides - 1989 », sur hexagonegay.com (consulté le 2 juin 2021).
8. ↑  « Hexagone Gay - Histoire des Gay Prides - 1991 », sur hexagonegay.com (consulté le 2 juin 2021).
9. ↑  « Hexagone Gay - Histoire des Gay Prides - 1994 », sur hexagonegay.com (consulté le 2 juin 2021).
10. ↑  « Hexagone Gay - Histoire des Gay Prides - 1995 », sur hexagonegay.com (consulté le 2 juin 2021).
11. ↑  « Hexagone Gay - Histoire des Gay Prides - 1996 », sur hexagonegay.com (consulté le 2 juin 2021).
12. ↑  « Hexagone Gay - Histoire des Gay Prides - 1997 », sur hexagonegay.com (consulté le 2 juin 2021).
13. ↑  « Hexagone Gay - Histoire des Gay Prides - 2000 », sur hexagonegay.com (consulté le 2 juin 2021).
14. ↑  « Hexagone Gay - Histoire des Gay Prides - 2001 », sur hexagonegay.com (consulté le 2 juin 2021).
15. ↑  « Hexagone Gay - Histoire des Gay Prides - 2003 », sur hexagonegay.com (consulté le 2 juin 2021).
16. ↑  « Hexagone Gay - Histoire des Gay Prides - 2004 », sur hexagonegay.com (consulté le 2 juin 2021).
17. ↑  « Hexagone Gay - Histoire des Gay Prides - 2006 », sur hexagonegay.com (consulté le 2 juin 2021).
18. ↑  « Hexagone Gay - Histoire des Gay Prides - 2008 », sur hexagonegay.com (consulté le 2 juin 2021).
19. ↑  « Hexagone Gay - Histoire des Gay Prides - 1999 », sur hexagonegay.com (consulté le 2 juin 2021).
20. ↑  « 4e fierté lesbienne à Paris · arcl », sur arcl.fr (consulté le 27 avril 2021).
21. ↑  « 6e fierté lesbienne · arcl », sur arcl.fr (consulté le 27 avril 2021).

### Médias LGBT
1. 1 2  « Hier la France vibrait pour Orlando », sur TÊTU, 14 juin 2016 (consulté le 18 mai 2021).
2. ↑  Nicolas Scheffer, « Un rassemblement à Paris en hommage à Samuel et à toutes les victimes d'homophobie - TÊTU », sur tetu.com (consulté le 22 octobre 2021).
3. ↑  Pauline Thurier, « "Nous sommes heureuses d’être trans" : manif à Paris contre la transphobie », sur tetu.com (consulté le 22 octobre 2021).
4. ↑  « Transgender Day of Remembrance (TDoR) : 20 ans d’hommages aux personnes trans assassinées », sur KOMITID, 19 novembre 2019 (consulté le 22 octobre 2021).

### Presse généraliste
1. ↑  « Une contre-marche des fiertés organisée à Paris le 20 juin », sur 20minutes.fr (consulté le 2 juin 2021).
2. ↑  Marlène Thomas et photos Albert Facelly, « Marche lesbienne : «La PMA est une urgence de parcours de vie» », sur Libération (consulté le 27 avril 2021).
3. ↑  Le Point magazine, « Marche lesbienne: des milliers de personnes défilent en faveur de la PMA pour toutes », sur Le Point, 25 avril 2021 (consulté le 2 mai 2021).
4. ↑  « "Moi aussi je serai un bon papa" », Le Monde.fr,‎ 16 décembre 2012 (lire en ligne, consulté le 29 mai 2021)
5. ↑  Jean-Laurent Cassely, « Le baiser lesbien de Marseille: le making-of de la photo », sur Slate.fr, 24 octobre 2012 (consulté le 29 mai 2021).
6. ↑  « Hommages en Aquitaine aux victimes de la tuerie homophobe d'Orlando », sur France 3 Nouvelle-Aquitaine (consulté le 18 mai 2021).
7. ↑  « Marche blanche à Mulhouse, en mémoire de Dinah, adolescente harcelée qui s’est suicidée », Le Monde.fr,‎ 24 octobre 2021 (lire en ligne, consulté le 25 octobre 2021)
8. ↑  Eros Sana, « En hommage à Vanesa Campos, femme transgenre assassinée | Portfolios », sur Mediapart, 27 août 2018 (consulté le 22 octobre 2021).
9. ↑  Cassandre Leray, « Hommage à Jessyca Sarmiento : «Une mort injuste dans une société transphobe et putophobe» », sur Libération (consulté le 22 octobre 2021).
10. ↑  « Reims : la communauté LGBT, en colère, manifeste, après le meurtre de celle qui avait choisi de s'appeler Paula », sur France 3 Grand Est (consulté le 22 octobre 2021).

### Sources officielles
1. ↑  « 4ème marche pour la vie et contre le SIDA | INA », sur ina.fr (consulté le 22 août 2022).